# Edith Arnheim

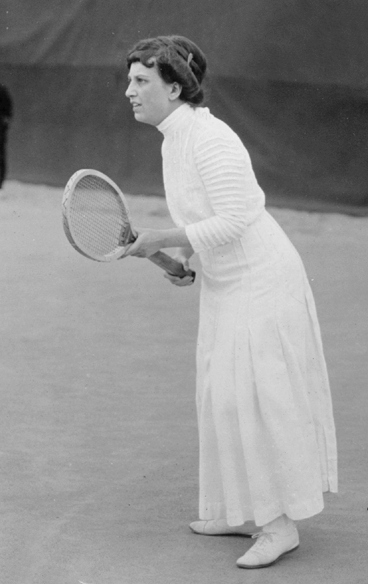
Arnheim in den 1910er-Jahren

Edith Arnheim (* 21. Februar 1884 in Prag, Tschechien als Edith Lasch; † 16. Oktober 1964 in Stockholm) war eine schwedische Tennisspielerin.

## Biografie
Edith Arnheim wurde als gebürtige Österreicherin oder Böhmin in Tschechien geboren. Sie heiratete später und nahm den Namen Arnheim an, ließ sich 1911 jedoch wieder scheiden. Arnheim nahm 1912 am Tenniswettbewerb der Olympischen Sommerspiele in Stockholm teil. Sie nahm an allen vier Wettbewerben teil. Im Rasen-Einzel erreichte sie ihr bestes Resultat und wurde Vierte. Sie schlug ihre Landsfrau Annie Holmström und unterlag der Deutschen Dora Köring im Halbfinale. Im Spiel um Bronze verlor sie gegen die Norwegerin Molla Mallory in zwei Sätzen. Bei den übrigen drei Konkurrenzen schied sie jeweils zum Auftakt aus. Als weiteres Ergebnis ist noch das Halbfinale der schwedischen Hallen-Meisterschaften bekannt, das sie 1913 erreichte.